# Избори
Избори су поступак којим народ (односно бирачи) писменим или електронским путем одабире политичке субјекте или странке и поверавају им обављање политичке власти као представничком телу (у многим савременим демократским државама овде је укључен и избор председника државе, односно државног поглавара), које онда треба да представља народну суверену вољу. Избори су због тога извор и темељ легитимитета целовитог система државне власти.
Избори су, према томе, уобичајени механизам путем којег модерне демократије бирају чланове свог парламента, негде и извршну власт (врло често председника државе), а понегде и чланове судске власти, тј. судије (врло ретко).
Избори се одвијају на националном (државном), као и на локалном/месном нивоу. На националном нивоу се бирају чланови националног, државног парламента — врховног представничког тела грађана, те државни поглавар (уколико се он не бира на неки други начин); у парламенту, именовањем од стране неког тела, рођењем, као у монархијама. На регионалном нивоу бирају се чланови локалног представничког тела — на пример општинске, покрајинске, регионалне скупштине, те евентуално други представници — градоначелници и слично.
Осим државних, избори се спроводе и у различитим организацијама и удружењима, политичким странкама, корпорацијама, итд.
Идеја о изборима оних који су на власти сазревала је упоредо с развојем теорије о народном суверенитету као темељном елементу и институционалном извору посредне демократије, односно представничке владавине.

## Историја
Избори су коришћени још у историји античке Грчке и старог Рима, као и током средњовековног периода за одабир владара као што су цар Светог римског царства (види царске изборе) и папа (види избор папе).
У ведском периоду Индије, раџе (краљеве) гане (племенске организације) је бирала гана. Раџа је увек припадао кшатрија варни (класи ратника) и обично је био син претходног раџе. Међутим, чланови гане су имали коначну реч на његовим изборима. Чак и током сангам периода људи су бирали своје представнике давањем својих гласова, а гласачке кутије (обично лонац) су биле везане конопцем и запечаћене. Након избора, гласови су извучени и пребројани. Палски краља Гопала (који је владао од око 750-их до 770-их) у раном средњем веку Бенгала бирала је група феудалних поглавара. Такви избори су били прилично чести у савременим друштвима у том региону. У царству Чола, око 920. године, у Утирамеруру (у данашњем Тамил Надуу), палмино лишће је коришћено за одабир чланова сеоског одбора. Листови, са исписаним именима кандидата, стављени су у земљани лонац. Да би се изабрали чланови комисије, од једног младића би се тражило да узме онолико листова колико је слободних позиција. Ово је било познато као Кудаволајски систем.
Први забележени народни избори званичника на јавне функције, већином гласова, где су сви грађани имали право да гласају и да обављају јавну функцију, датирају из Ефора Спарте 754. п. н. е., под мешовитом владом Спартанског устава. Атински демократски избори, на којима су сви грађани могли да обављају јавне функције, нису уведени још наредних 247 година, све до Клистенових реформи. Према ранијем Солонском уставу (око 574. п. н. е.), сви грађани Атине су имали право да гласају у народним скупштинама, о питањима закона и политике, и као поротници, али само три највиша слоја грађана су могла да гласају на изборима. Најнижа од четири класе атинских грађана (како је дефинисано по обиму њиховог богатства и имовине, а не по рођењу) није имала право да обавља јавне функције, кроз Солонове реформе. Спартански избори из Ефора, дакле, такође претходи реформама Солона у Атини за отприлике 180 година.
Питања бирачког права, посебно права гласа за мањинске групе, доминирала су у историји избора. Мушкарци, доминантна културна група у Северној Америци и Европи, често су доминирали бирачким телом и настављају да то чине у многим земљама. На превременим изборима у земљама као што су Уједињено Краљевство и Сједињене Државе доминирали су мушкарци из властеле или владајуће класе. Међутим, до 1920. године све западноевропске и северноамеричке демократије имале су универзално бирачко право одраслих мушкараца (осим Швајцарске) и многе земље су почеле да разматрају право гласа жена. Упркос законски прописаном општем праву гласа за одрасле мушкарце, понекад су постављане политичке баријере да би се спречио правичан приступ изборима (погледајте покрет за грађанска права).

## Контексти избора
Избори се одржавају у различитим политичким, организационим и корпоративним окружењима. Многе земље одржавају изборе како би одабрали људе који ће служити у њиховим владама, али и друге врсте организација такође одржавају изборе. На пример, многе корпорације одржавају изборе међу акционарима да би изабрали одбор директора, а ови избори могу бити прописани корпоративним законом. На многим местима, избори за владу су обично такмичење међу људима који су већ победили на примарним изборима унутар политичке странке. Избори у оквиру корпорација и других организација често користе процедуре и правила која су слична онима на владиним изборима.